# Vija Celmins
Vija Celmins (Riga, 25 ottobre 1938) è un'artista lettone naturalizzata statunitense.

## Biografia
Vija Celmins (in lituano Vija Celmiņa) è nata il 25 ottobre 1938 a Riga, in Lettonia. Dopo l'occupazione sovietica della Lettonia nel 1940 i suoi genitori fuggirono con lei e la sorella maggiore Inta nella Germania nazista.
Dopo la fine della guerra la famiglia visse a Esslingen am Neckar, nel Baden-Württemberg, in un campo profughi lettone organizzato dall'UNRRA.
Nel 1948 il Church World Service trasferì la famiglia negli Stati Uniti, prima a New York, poi a Indianapolis. Con il sostegno di una chiesa luterana locale suo padre trovò lavoro come falegname e sua madre in una lavanderia dell'ospedale.
Vija aveva dieci anni e non parlava inglese, quindi si concentrava sul disegno e i suoi insegnanti spronavano la sua creatività.
Nel 1955 si è iscritta alla John Herron School of Art di Indianapolis, dove per la prima volta nella sua vita non si sentiva un'estranea.
Nel 1961 ha vinto una borsa di studio per frequentare una sessione estiva alla Yale University, dove ha incontrato Chuck Close e Brice Marden, che sarebbero rimasti molto amici.
È stato in quel periodo che ha iniziato a studiare le nature morte di Giorgio Morandi e a dipingere opere astratte.
Nel 1962 ha conseguito il Bachelor of Fine Arts alla Herron di Indianapolis e si è trasferita a Venice, quartiere di Los Angeles, dove si è iscritta all'Università della California - Los Angeles (UCLA), per conseguire un Master of Fine Arts nel 1965. La stessa Celmins descrive il periodo alla UCLA, lontana dai genitori, come anni di libertà e di ulteriore esplorazione artistica.
Nel 1978 è stata artista residente, finanziata dal Comprehensive Employment and Training Act (CETA), presso l'Institute of Contemporary Art di Los Angeles.
Ha vissuto a Venice sino al 1980, dipingendo e scolpendo, e insegnando presso la California State University di Los Angeles, l'Università della California - Irvine e l'Istituto delle arti della California di Santa Clarita.
Nel 1981, invitata a insegnare alla Skowhegan School of Painting and Sculpture, si è trasferita a New York, dove risiederà stabilmente, desiderando stare più vicina agli artisti e all'arte che le piacevano. Nello stesso periodo è anche tornata alla pittura, che aveva abbandonato per dodici anni principalmente per il disegno. Successivamente ha utilizzato xilografia, carboncino e gomma per cancellare.
Da quel momento ha lavorato in un cottage a Sag Harbor, nella parte orientale di Long Island, e in un loft di Crosby Street, nel quartiere di Soho.
Negli anni ottanta ha insegnato anche alla Cooper Union e alla Yale School of Art.

## Stile e tecnica
In California, negli anni sessanta, Vija Celmins realizza i primi lavori, generalmente dipinti fotorealistici e sculture ispirate alla pop art. Ha ricreato oggetti comuni come televisori, lampade, matite, gomme da cancellare e riproduzioni dipinte di fotografie monocromatiche. Un tema di fondo comune nei suoi dipinti era la violenza o il conflitto, come aerei da guerra, pistole e immagini di sommosse. Una retrospettiva delle opere realizzate nel periodo 1964-1966 è stata organizzata dalla Menil Collection in collaborazione con il Los Angeles County Museum of Art nel 2010. Come influenze di quel periodo la Celmins ha citato Malcolm Morley e Jasper Johns.
Tra la fine degli anni sessanta e gli anni settanta ha abbandonato la pittura e si è concentrata sulle opere con la matita di grafite, creando disegni fotorealistici altamente dettagliati, basati su fotografie di elementi naturali come la superficie dell'oceano o della luna, l'interno delle conchiglie e i primi piani delle rocce. I critici spesso paragonano il suo complicato approccio ai contemporanei Chuck Close e Gerhard Richter, e la stessa Celmins ha citato Giorgio Morandi, un maestro delle nature morte essenziali, come una delle principali influenze. Le sue opere condividono con quelle di Richter anche un'apparente casualità e quindi un atteggiamento apparentemente imparziale.
Tra il 1976 e il 1983 la Celmins è ritornata anche alla scultura in una maniera che confermava il suo interesse per il fotorealismo. Ha prodotto una serie di pietre fuse in bronzo, dipinte con l'acrilico, repliche esatte di singole pietre trovate lungo il Rio Grande nel Nuovo Messico settentrionale, di cui undici esemplari conservati al Museum of Modern Art.
Nel 1981 è ritornata alla pittura, lavorando anche con xilografie e stampe, e sostanzialmente a carboncino con un'ampia varietà di gomme per cancellare, spesso esplorando lo spazio negativo, rimuovendo selettivamente l'oscurità dalle immagini, e ottenendo un sottile controllo dei toni grigi.
A partire dai primi anni ottanta la Celmins si è concentrata sulle costellazioni, sulla luna e sugli oceani utilizzando varie tecniche, un equilibrio tra astrattismo e fotorealismo.
Nel 2000 ha iniziato a realizzare ragnatele inconfondibili e inquietanti, altre immagini negative a olio o carboncino, con grande successo di critica, con particolare attenzione al suo meticoloso sviluppo della superficie e della sua luminosità. La Celmins ha detto che tutti questi lavori sono basati sulle fotografie e impone uno sforzo sostanziale sulle superfici costruite delle immagini.
In una recensione del 1996 della sua prima retrospettiva in Europa all'Institute of Contemporary Arts di Londra (Vija Celmins: Works 1964-96), The Independent l'ha definita «il segreto meglio custodito dell'arte americana».
I critici hanno spesso notato che le opere di Celmins dalla fine degli anni sessanta – i paesaggi lunari, le superfici oceaniche, i campi stellari, le conchiglie e le ragnatele – spesso condividono la caratteristica di non avere un punto di riferimento: nessun orizzonte, profondità di campo, bordo o riferimenti per inserirli in un contesto. La posizione, la costellazione o il nome scientifico sono tutti sconosciuti: non vengono fornite informazioni.
Dal 2008 la Celmins è tornata agli oggetti e alle opere rappresentative, con dipinti di mappe e libri, così come molti usi di piccole tavolette di grafite (lavagnette portatili). Ha anche realizzato serie di stampe delle sue ormai famose onde, ragnatele, conchiglie e pavimenti del deserto, molte delle quali sono state esposte alla McKee Gallery nel giugno 2010.
Successivamente ha pubblicato una nuova serie di stampe che includono mezzetinte sia del cielo notturno che delle onde. Queste stampe sono state esposte alla Matthew Marks Gallery di Los Angeles (27 gennaio-31 marzo 2018) e alla Senior & Shopmaker Gallery di New York (2 febbraio-17 marzo 2018).
Il suo lavoro traccia il complesso disegno della superficie dell'acqua in intricate xilografie, così precise e dettagliate che potrebbe volerci un anno per realizzarle, che ci ricordano «la complessità delle cose più semplici».

## Esposizioni

### Esposizioni personali
Vija Celmins è stata rappresentata dalla McKee Gallery di New York sino alla chiusura della stessa, avvenuta nel 2015; da allora la Celmins è rappresentata dalla Matthew Marks Gallery.
Le opere della Celmins sono state presentate in oltre quaranta mostre personali in tutto il mondo, a partire da quella organizzata nel 1966 presso la David Stuart Galleries di Los Angeles.
Tra il 1992 e il 1994 l'Institute of Contemporary Art di Filadelfia ha organizzato una retrospettiva di metà carriera dell'artista. In seguito la mostra è stata presentata alla Henry Art Gallery presso l'Università di Washington, a Seattle, al Walker Art Center di Minneapolis, al Whitney Museum of American Art di New York e al Museum of Contemporary Art di Los Angeles.
Nel 2019 la più importante mostra sulla sua carriera è stata organizzata dal Metropolitan Museum of Art di New York e aperta nell'ex spazio MET Brauer.

### Esposizioni collettive
Nel 2003 ha presentato Night sky #11 (1995) per la rassegna Da Rauschenberg a Murakami, 1964-2003 ospitata all'interno del Museo Correr nell'ambito della 50ª Biennale Arte di Venezia.
Nel 2022 l'Hammer Museum dell'Università della California - Los Angeles, ha organizzato la mostra Joan Didion: What She Means, dedicata alla giornalista Joan Didion e curata dal critico del New Yorker Hilton Als, presentata poi al Pérez Art Museum Miami nel 2023. Le opere di Vija Celmins erano esposte insieme a opere di altri 50 artisti contemporanei come Félix González-Torres, Ana Mendieta, Betye Saar, Maren Hassinger, Silke Otto-Knapp, John Koch, Ed Ruscha, Pat Steir, tra gli altri.

## Principali opere nelle collezioni pubbliche
- Heater (1964) Whitney Museum of American Art, New York[42]
- Torso (1964), Menil Collection, Houston[43]
- House #1 (1965), Museum of Modern Art, New York[44]
- Forest Fire (1965-1966), Glenstone, Potomac, Maryland[45]
- Explosion at Sea (1966), Art Institute of Chicago[46]
- Flying Fortress (1966), Museum of Modern Art, New York[47]
- German Plane (1966), Museo d'arte moderna di Fort Worth, Texas[48]
- Pencil (1966), National Gallery of Art, Washington, D.C.[49]
- Suspended Plane (1966), Museum of Modern Art di San Francisco[50]
- Tulip Car #1 (1966), National Gallery of Art, Washington, D.C.[51]
- Untitled (Double Moon Surface) (1969), Hirshhorn Museum and Sculpture Garden, Washington, D.C.[52]
- Untitled (Ocean) (1969), Philadelphia Museum of Art[53]
- Untitled (Cassiopeia) (1973), Baltimore Museum of Art[54]
- Untitled (Medium Desert) (1974-1975), Menil Collection, Houston[55]
- To Fix the Image in Memory (1977-1982), Museum of Modern Art, New York[20]
- Untitled (Comb) (1978), Los Angeles County Museum of Art[56]
- Alliance (1982), High Museum of Art, Atlanta[57]
- Strata (1983), Metropolitan Museum of Art, New York[58]
- Untitled (Comet) (1988), National Gallery of Art, Washington, D.C.[59]
- Night Sky #12 (1995-1996), Carnegie Museum of Art, Pittsburgh[60]
- Night Sky #19 (1998), Tate, Londra[61]
- Untitled #17 (1998), Centro Georges Pompidou, Parigi[62]
- Night Sky #20 (1999), Kunst Museum Winterthur, Svizzera[63]
- Night Sky #17 (2000-2001), Modern Art Museum of Fort Worth, Texas[64]
- Blackboard Tableau #1 (2007-2010), San Francisco Museum of Modern Art[65]
- Blackboard Tableau #14 (2011-2015), Glenstone, Potomac, Maryland[45]

Nel 2005 un importante collezionista delle sue opere, l'immobiliarista Edward Broida, ha donato 17 pezzi che coprono 40 anni della sua carriera artistica, al Museum of Modern Art di New York, come parte di un contributo complessivo di 174 opere per un valore stimato di 50 milioni di dollari.